# Long Boret
Long Boret (1933 – 1975) là chính khách và Thủ tướng Campuchia từ ngày 26 tháng 12 năm 1973 đến 17 tháng 4 năm 1975. Là nhân vật được giới chính trị đánh giá cao về bản tính trung thực. Ngoài ra ông còn là người đã cố gắng đàm phán thỏa thuận hòa bình với Khmer Đỏ trong những ngày tháng cuối cùng của cuộc nội chiến Campuchia nhưng thất bại, sau cùng bị Khmer Đỏ bắt sống và hành quyết.

## Tiểu sử

### Thiếu thời
Long sinh ra tại làng Chbar Ampéou gần huyện Kien Svay thuộc tỉnh Kandal, Campuchia, là con trai của Long Meas và Neang Ieng Buth. Lúc nhỏ theo học trường Lycée Sisowath ở thủ đô Phnôm Pênh trong khoảng thời gian từ năm 1946 đến 1952, sau tốt nghiệp sang Pháp du học từ năm 1953 đến 1955 thì về nước làm việc trong Bộ Tài chính Hoàng gia Campuchia.

### Sự nghiệp chính trị
Tham gia hoạt động chính trị bắt đầu từ năm 1958, ông được bầu vào làm Đại biểu Quốc hội tỉnh Stung Treng và là thành viên trẻ nhất trong Quốc hội. Ít lâu sau, ông được bầu làm Phó Bộ trưởng Lao động và Hành động Xã hội trong một thời gian ngắn vào năm 1958 và được tái bầu cử vào Quốc hội năm 1962. Trong thời gian này, ông được biết đến như là tác giả của những câu chuyện tình lãng mạn, nhiều trong số đó đã được đăng trên các tờ báo. Ông được bổ nhiệm làm Bộ trưởng Bộ Tài chính nhưng ông công khai phản đối quyết định của Quốc trưởng Norodom Sihanouk trong việc tiến hành quốc hữu hóa các ngân hàng và thương mại nước ngoài vào tháng 11 năm 1963, vì vậy mà bị buộc phải từ chức. Ông còn giữ ghế nghị sĩ trong cuộc bầu cử năm 1966. Trong suốt thời kỳ Cộng hòa Khmer, ông được Thủ tướng Lon Nol bổ nhiệm làm Bộ trưởng Thông tin từ năm 1971 đến năm 1972 và giữ chức Bộ trưởng Bộ Ngoại giao từ năm 1972 đến 1973.
Ngày 9 tháng 12 năm 1973, ông kế nhiệm In Tam trở thành Thủ tướng Campuchia. Ngày 1 tháng 4 năm 1974, Hội đồng Chính trị Tối cao bị giải thể và được thay thế bởi một Ủy ban Điều hành Chính phủ vào ngày 2 tháng 4 gồm bốn thành viên là Long Boret, Lon Nol, Hoàng thân Sisowath Sirik Matak và Tướng Sosthene Fernandez. Đến ngày 17 tháng 6 cùng năm, Long Boret cho thành lập một nội các 16 thành viên mới. Ngày 11 tháng 3 năm 1975, Tổng thống Lon Nol lệnh cho Thủ tướng Long Boret phải thành lập một nội các mới và bãi bỏ chức vụ Tổng tư lệnh Quân lực Quốc gia Khmer. Ngày 8 tháng 4 năm 1975, ông cố gắng thương lượng một thỏa thuận hòa bình ở Bangkok, Thái Lan với đại diện của Khmer Đỏ nhưng không thành công.

### Di tản
Long Boret vẫn ở lại nhiệm sở cho đến khi Khmer Đỏ chiếm Phnom Penh vào ngày 17 tháng 4 năm 1975. Đại sứ Mỹ John Gunther Dean nhớ lại rằng, không giống như nhiều quan chức chính phủ khác bỏ chạy khỏi Phnom Penh, Long quyết định chọn ở lại dù đã được Norodom Sihanouk thông báo từ Bắc Kinh, Trung Quốc cho biết tên của ông nằm trong bảng danh sách xử tử:
"Long Boret đã từ chối việc di tản. Ông ta là một người tài giỏi. Trẻ hơn nhiều so với Lon Nol hoặc Sirik Matak. Khi cá nhân tôi đến gặp ông vào ngày 12 tháng 4, trong cuộc di tản buổi sáng sớm của chúng tôi, đề nghị ông ta hãy dắt vợ con cùng chúng tôi rời khỏi Phnom Penh vì tôi lo sợ cho sự an toàn của ông ấy, ông ta cảm ơn tôi nhưng [như ông ta nói] nghĩ rằng tính mạng của ông ấy không đáng lo ngại."
Tướng Sak Sutsakhan nhớ lại rằng vào sáng ngày 17 tháng 4 Long đã quyết định đưa gia đình của ông rời khỏi thành phố. Cả Tướng Sak và nhà báo Jon Swain đều cho biết Long và gia đình ông đã không thể đáp chiếc trực thăng cuối cùng bay ra khỏi thành phố. Đại sứ Dean tuyên bố rằng"Long Boret đã cố gắng trèo lên chiếc trực thăng với vợ con. Ông ấy đã bị một tên lính Khmer tàn nhẫn đạp văng ra khỏi chiếc trực thăng". Ông được Swain, Sydney Schanberg, Dith Pran nhìn thấy lần cuối cùng bên ngoài Đại sứ quán Pháp. Jon Swain tường thuật:
"...một chiếc Citroen màu đen chạy tới trước và Long Boret bước ra ngoài với đôi mắt sưng húp và đỏ ngầu cùng vẻ mặt vô cảm. Khi chúng tôi lại gần hỏi thăm thì ông ấy chỉ lẩm bẩm một câu ngắn củn, câu cú rời rạc. Giống như ông ta đang suy nghĩ đâu đấy. Tỏ vẻ bàng hoàng, đôi chân lảo đảo, ông chấp nhận đầu hàng Khmer Đỏ và gia nhập hàng ngũ tù nhân. tôi không thể không khâm phục sự can đảm của ông ấy."
Schanberg đã đưa ra một lời mô tả chi tiết trong cảnh này:
"Long Boret đến bên một chiếc xe của người vợ…trông ông ấy có vẻ khốn khổ. Đôi mắt căng lên. Ông ta nhìn chằm chằm vào mặt đất. Ông ấy…biết những gì sẽ xảy ra với mình. Tôi chỉ muốn tránh xa nhưng tôi cảm thấy tôi phải nói điều gì đó cho ông ấy biết, và Pran hiểu ra. Tôi nắm lấy tay của Long Boret và nói rằng công việc dũng cảm mà ông đã làm cho đất nước của mình và tôi ngưỡng mộ ông vì điều đấy. Pran cũng nắm lấy tay ông ấy…Long Boret cố gắng trả lời nhưng không thể. Cuối cùng ông lẩm bẩm:"Cảm ơn bạn". Và chúng tôi phải rời bỏ ông ấy.

### Cái chết
Ngay sau khi Khmer Đỏ nắm quyền, đã cử Koy Thuon, phó tư lệnh mặt trận Khmer Đỏ tổ chức Ủy ban Thanh trừng Kẻ thù của chế độ cũ tại khách sạn Monorom. Hành động đầu tiên mà Ủy ban này làm là tiến hành tử hình ngay lập tức Lon Non và các quan chức chính phủ khác. Long Boret bị hành quyết trên sân Trung tâm Thể thao Cercle Sportif ở Phnom Penh. Đài phát thanh của Khmer Đỏ sau đó thông báo rằng ông đã bị xử chém đầu nhưng các báo cáo khác cho biết ông và Sisowath Sirik Matak đã bị xử bắn.